# تاماس كريفيتز
تاماس كريفيتز (من مواليد 29 سبتمبر 1946) هو مدرب كرة قدم مجري ولاعب سابق.
تاماس كريفيتز (بالإنجليزية: Tamás Krivitz) (من مواليد 29 سبتمبر 1946) هو مدرب كرة قدم مجري ولاعب سابق.

## مسيرته
لعب كريفيتز في عدد من الأندية الأوروبية خلال مسيرته كلاعب، ثم انتقل إلى التدريب بعد اعتزاله، حيث تولى قيادة عدة أندية في المجر والشرق الأوسط، وكان له نشاط تدريبي في كل من السعودية والإمارات.

## روابط خارجية
- Tamás Krivitz – Transfermarkt